# يوسف شوشة
يوسف شوشة مواليد 9 يونيو 1993، هو لاعب كرة سلة مصري. يحمل الرقم 12. يبلغ طوله 6 قدم 3 بوصة (1.9 م).

## روابط خارجية
- يوسف شوشة على موقع الاتحاد الدولي لكرة السلة (الإنجليزية)
- يوسف شوشة على موقع كرة السلة الأوروبية.كوم (الإنجليزية)
- يوسف شوشة على موقع ريلجم (الإنجليزية)
- يوسف شوشة على موقع بروبوليرز (الإنجليزية)
- يوسف شوشة على موقع سبورتس رفرنس (الإنجليزية)